# Eaubonne
Eaubonne è un comune francese di 25 934 abitanti situato nel dipartimento della Val-d'Oise, nella regione dell'Île-de-France.
Il pittore Ernest de Chamaillard vi morì il 30 settembre del 1931.

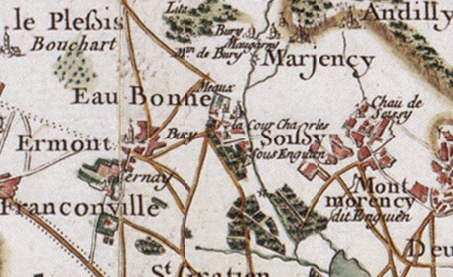
Mappa di Cassini del 1780

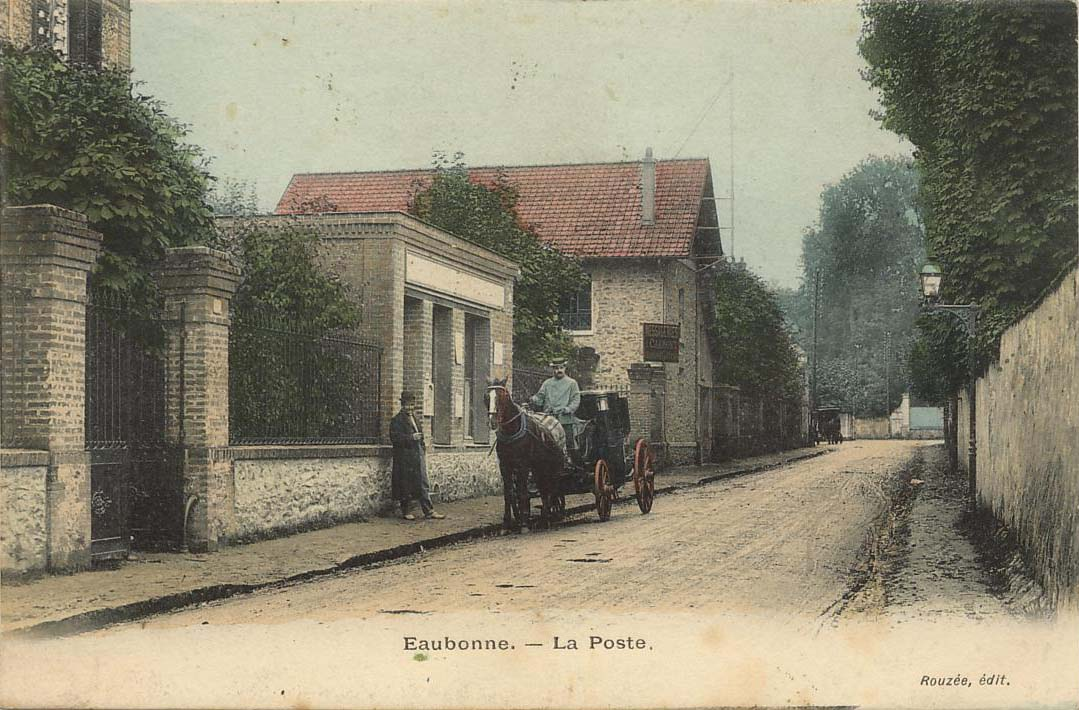
Stazione di posta attorno al 1900

## Storia

### Simboli
Lo stemma del comune si blasona:
Questo stemma fu adottato con delibera del Consiglio Comunale del 21 ottobre 1927. È la riproduzione delle armi di Charles de Montmorency, signore di Eaubonne, deceduto nel 1462, il cui dominio, denominato « la Cour Charles » nei documenti dell’epoca, è quello in cui fu costruito nel 1767 il castello che nel 1913 divenne il Municipio di Eaubonne.
Queste antichissime armi del casato di Montmorency raffiguravano originariamente 4 aquile ma in seguito alla battaglia di Bouvines nel 1214, ne furono aggiunte altre 12 in ricordo dei 12 stendardi sottratti al nemico che spiegano i 16 alerioni, cioè piccole aquile prive di becco e zampe. Il lambello è una pezza aggiunta sulle armi di famiglia per indicare una brisura, vale a dire un simbolo che contraddistingue il ramo cadetto.

## Monumenti e luoghi d'interesse
- L'Hôtel de Mézières o Château Goguel fu costruito intorno al 1762. Nel 1913 divenne il municipio del comune, poi biblioteca pubblica e infine spazio espositivo. È stato classificato come Monumento storico il 2 giugno 1976.
- Le château de la Cour de Charles, due padiglioni di guardia costruiti nel XVIII secolo, facevano parte del castello noto come "de la cour de Charles", con riferimento a Charles de Montmorency, e si trovano ai margini del parco del castello di Mézières e probabilmente sono opera dell'architetto Claude Nicolas Ledoux. Sono registrati nell'elenco dei monumenti storici con decreto dell'11 luglio 1942.
- Château de la Chesnaie, edificato nel 1766 in stile Luigi XV è molto simile all'Hôtel de Mézières, motivo per cui si ritiene che sia stato progettato dallo stesso architetto Claude-Nicolas Ledoux. Si trova all'interno di un parco di 1,5 ettari con alberi secolari. Sophie d'Houdetot visse dal 1757 al 1762 nella dimora del giardiniere ed ospitò Jean-Jacques Rousseau il quale la menziona nelle Confessioni. Nel XIX secolo vi soggiornava regolarmente il Maresciallo Guillaume Dode de la Brunerie. Il castello e il parco vennero comprati nel 1902 da una società immobiliare che divise il terreno in 209 lotti che mise sul mercato dal maggio 1903. La proprietà fu acquisita nel 1905 da Charles Petit-Midy, che possedeva anche il vicino castello di Croix-Sanson. Solo da quel momento l'edificio venne chiamato Castello de la Chesnaie. Le parti che erano state aggiunte nel XIX secolo vennero demolite durante il restauro del 1941-1945. Classificato Monumento storico il 21 marzo 1979, gli attuali proprietari lo usano come residenza e affittano le sale storiche al piano terra e al piano interrato per eventi.
- La chiesa di Sainte-Marie risale al XII secolo. La navata è stata ricostruita nel 1756. La pala dell'altare maggiore è del XVIII secolo. Nel 1847, fu intitolata Notre-Dame de l'Assomption. Dopo la consacrazione della chiesa del Sacro Cuore eretta nel 1933 per accogliere un maggior numero di fedeli, divenne cappella di Santa Maria. Prese il nome di chiesa di Sainte-Marie quando nel 1970 fu costruita una nuova chiesa di Notre-Dame de l'Assomption. Ospitò da allora solo riunioni e celebrazioni minori fino al 1985. Grazie ad un restauro nel 1991, la chiesa fu restituita al culto dopo un periodo di abbandono. È stata d'ispirazione per il pittore Maurice Utrillo.

## Società

### Evoluzione demografica
Abitanti censiti

## Amministrazione

### Gemellaggi
- Matlock
- Budenheim

## Galleria d'immagini

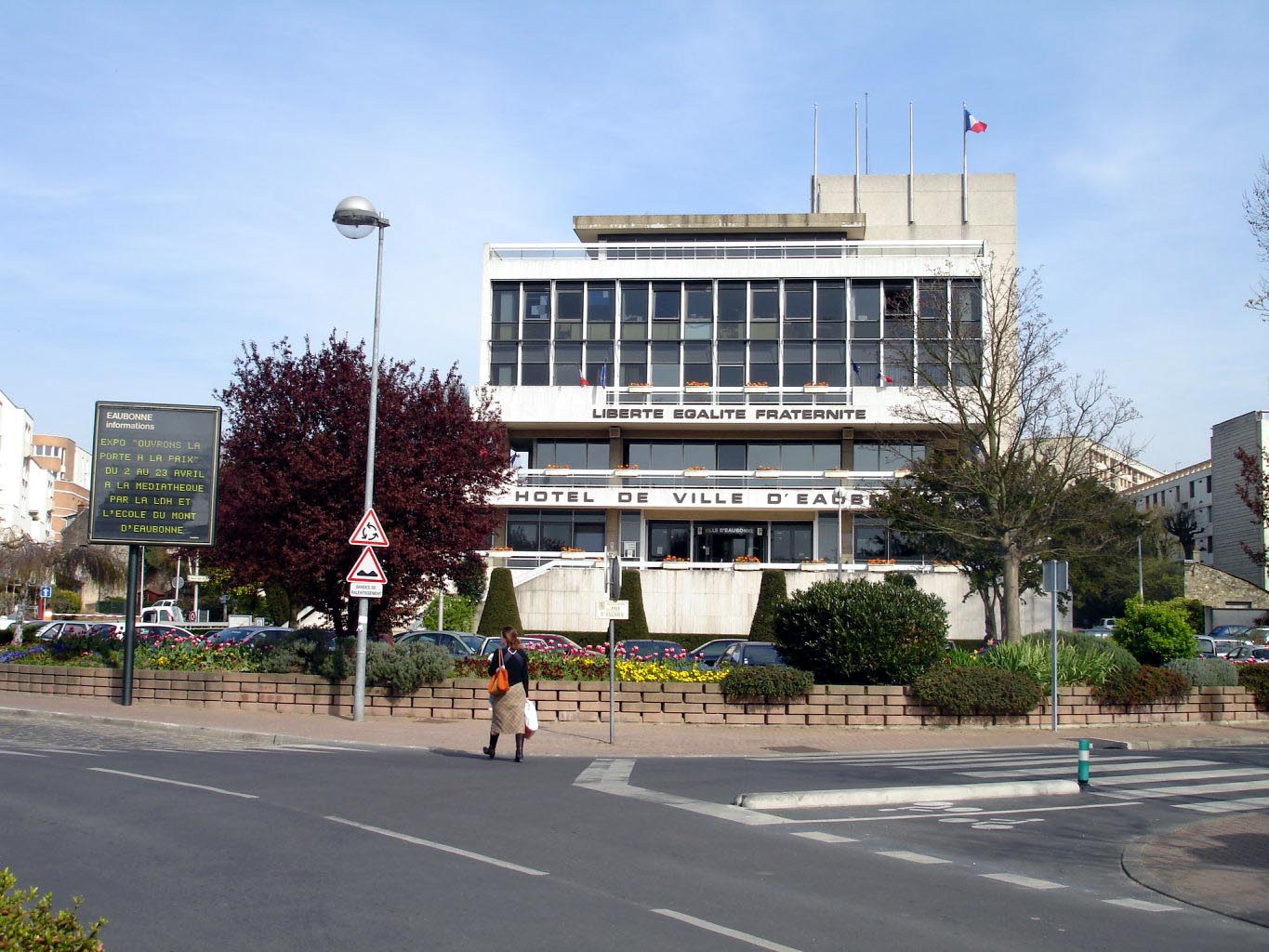
Municipio
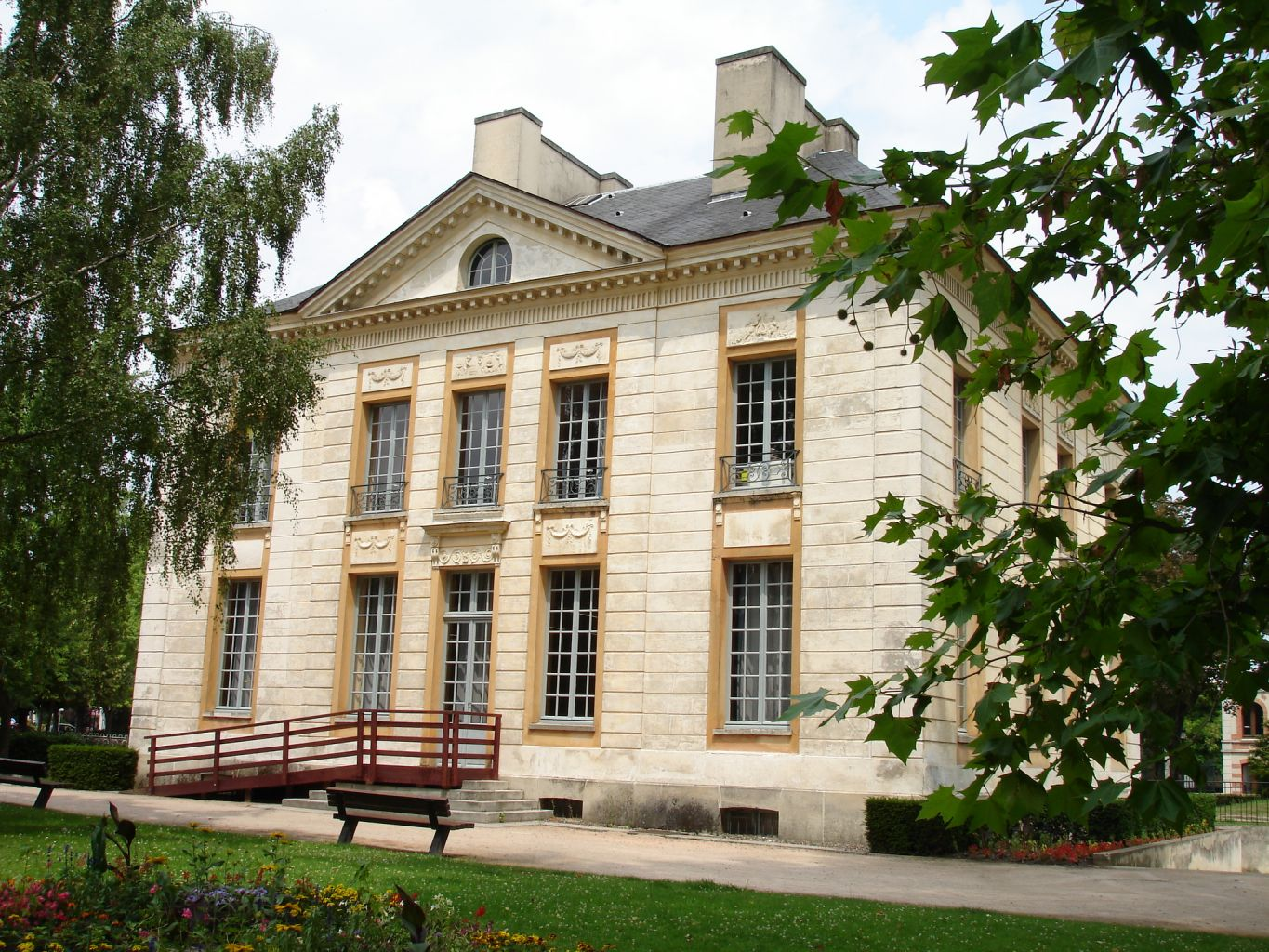
Hôtel de Mézières
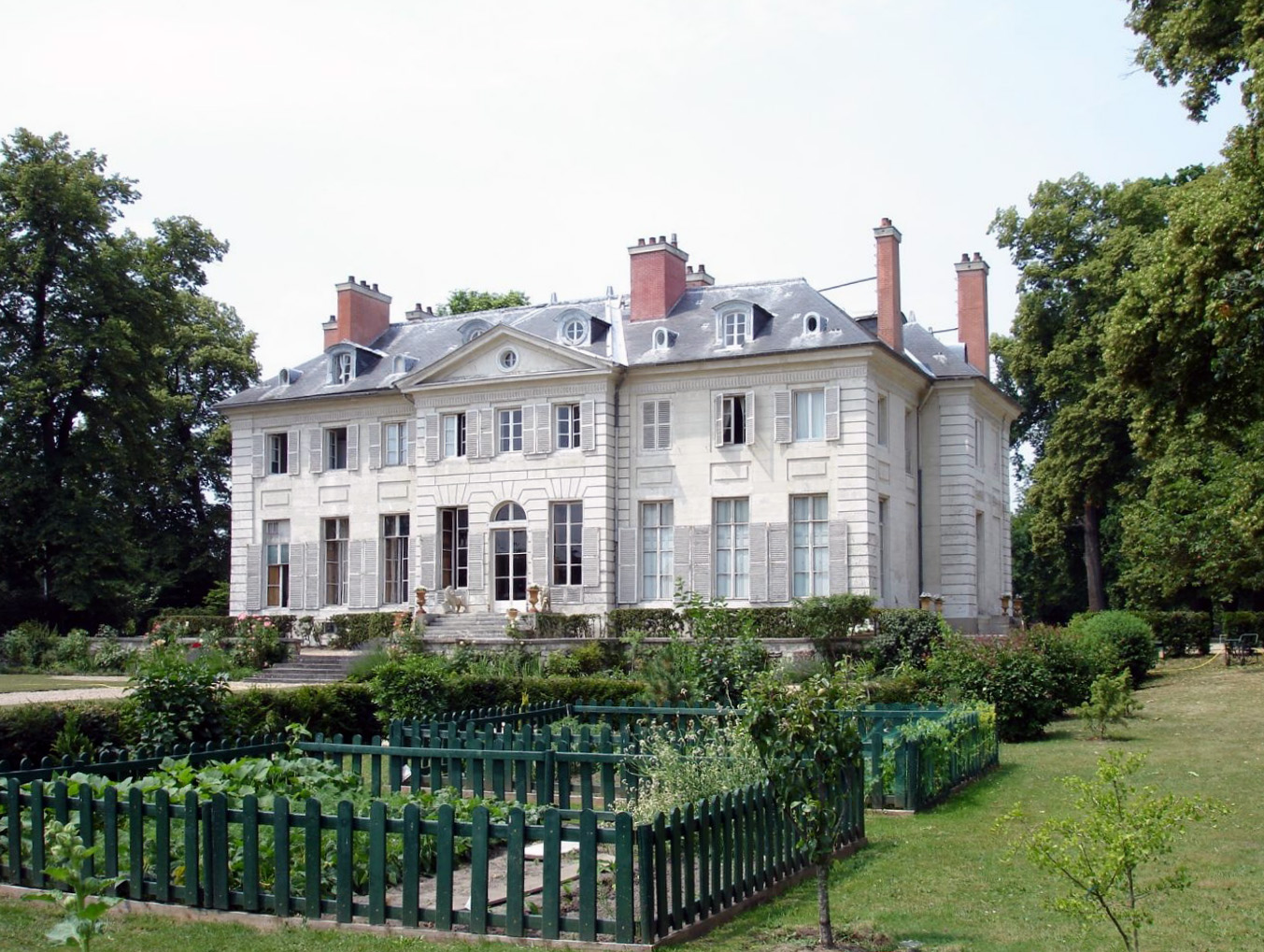
Château de la Chesnaie
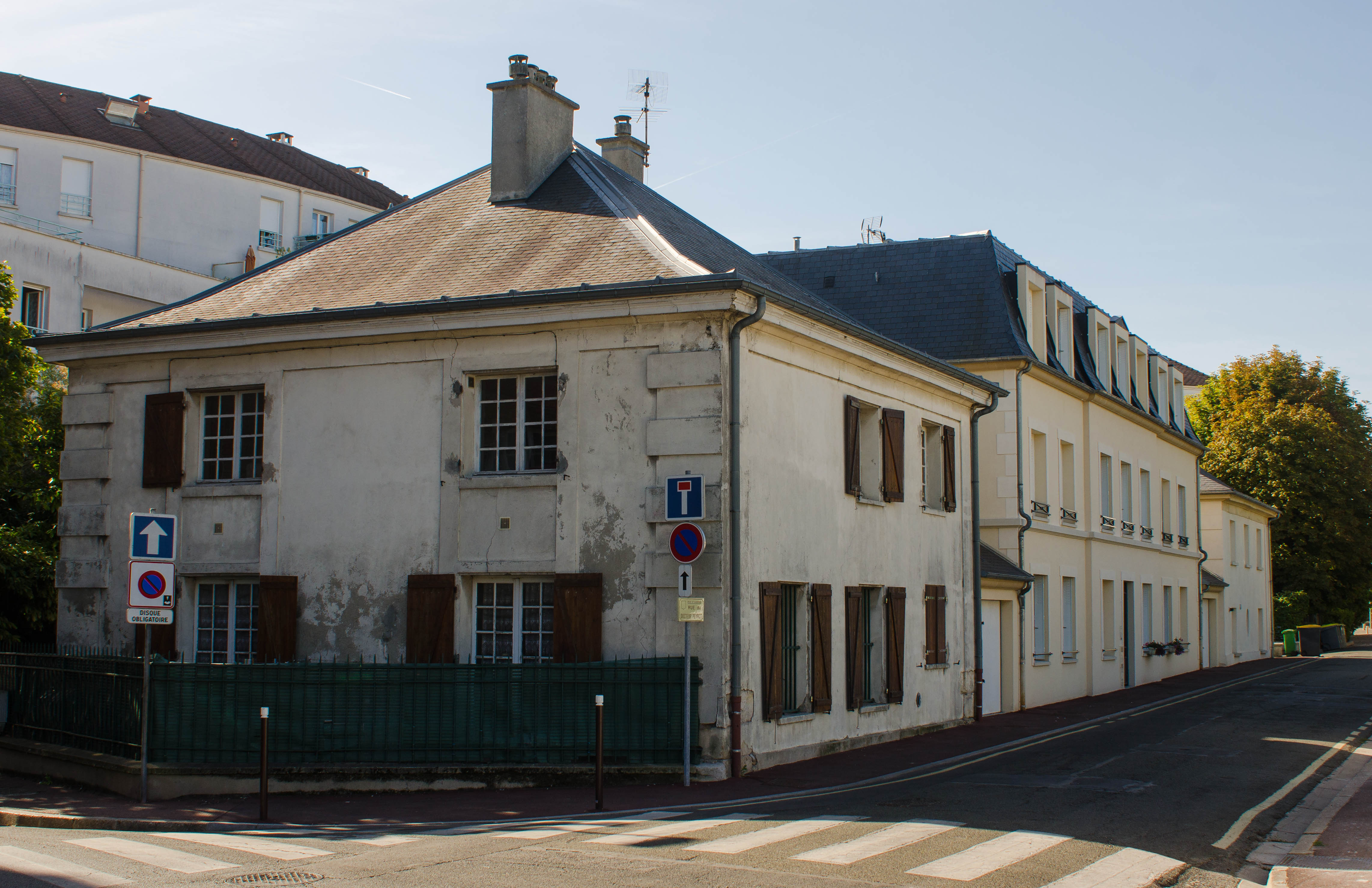
Padiglioni di guardia
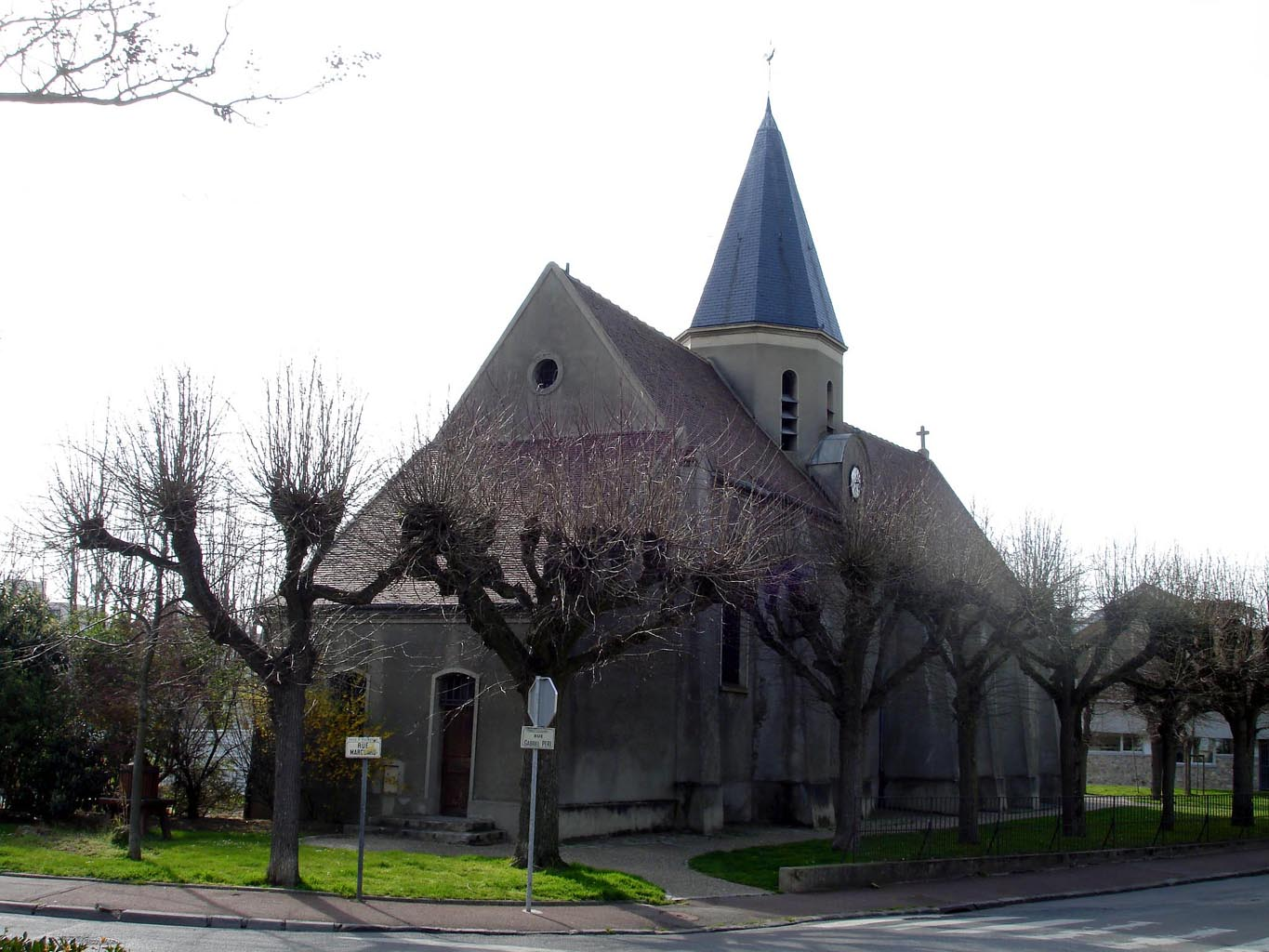
Chiesa di Santa Maria